# Јевтовић
Јевтовић је српско презиме. Може се односити на следеће особе:
- Душан Јевтовић (1925–2011), сликар
- Марко Јевтовић (1987), тенисер
- Марко Јевтовић (1993), фудбалер
- Милан Јевтовић (1993), фудбалер
- Никола Јевтовић (1989), кошаркаш